# Bellingeweer
Bellingeweer is tegenwoordig een deel van het dorp Winsum in de provincie Groningen. Oorspronkelijk is het een zelfstandig dorpje geweest, gebouwd op een wierde. Het had een eigen kerk, die in 1824 is afgebroken. Het kerkhof is bewaard gebleven. Bij het dorp stond het Huis te Bellingweer of ook wel de Tammingaborg genoemd. Deze is in 1820 afgebroken.
De wierde waarop het dorp gebouwd werd dateert uit het begin van de jaartelling.

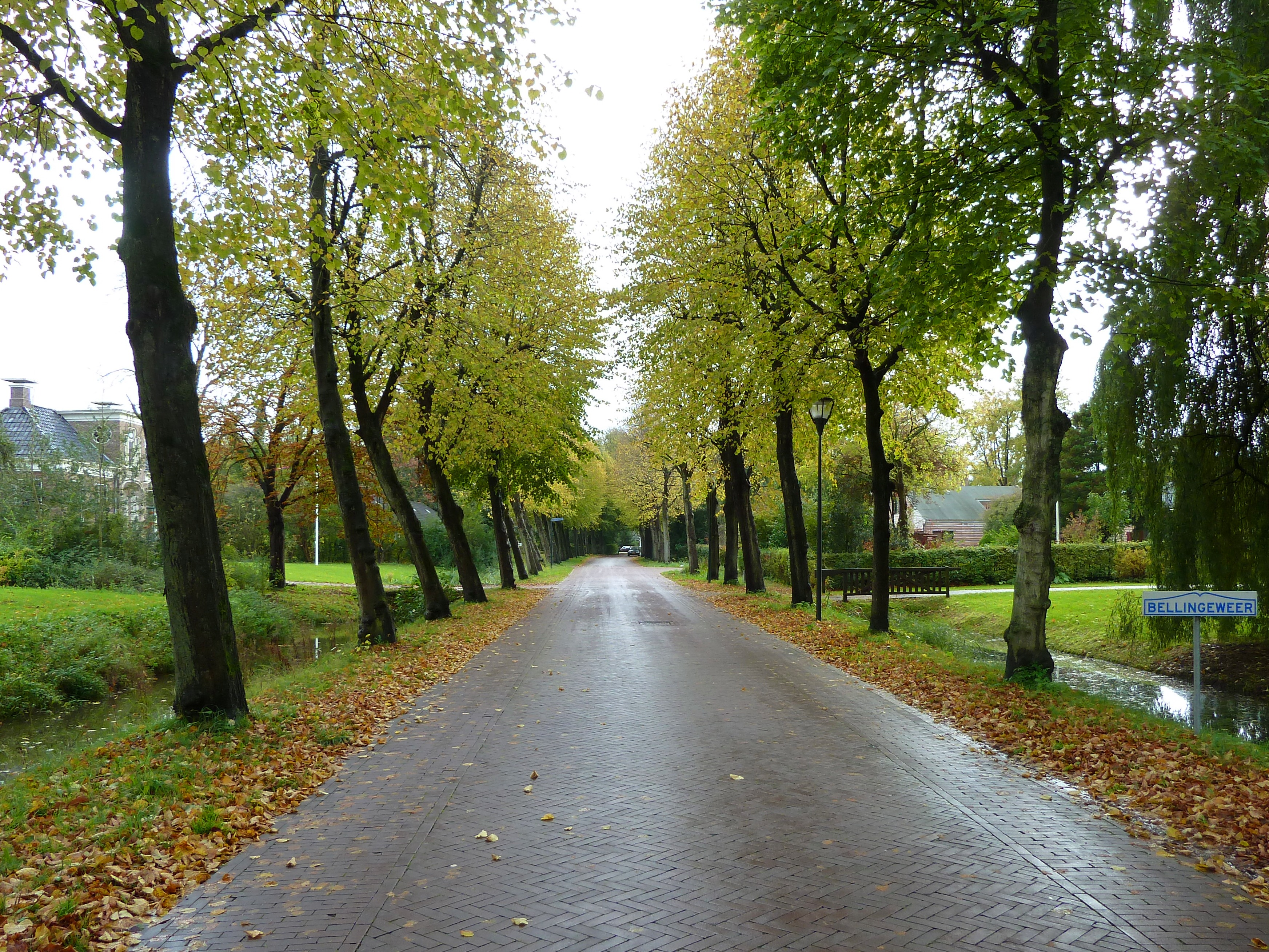
De straat Bellingeweer gezien vanaf Winsum
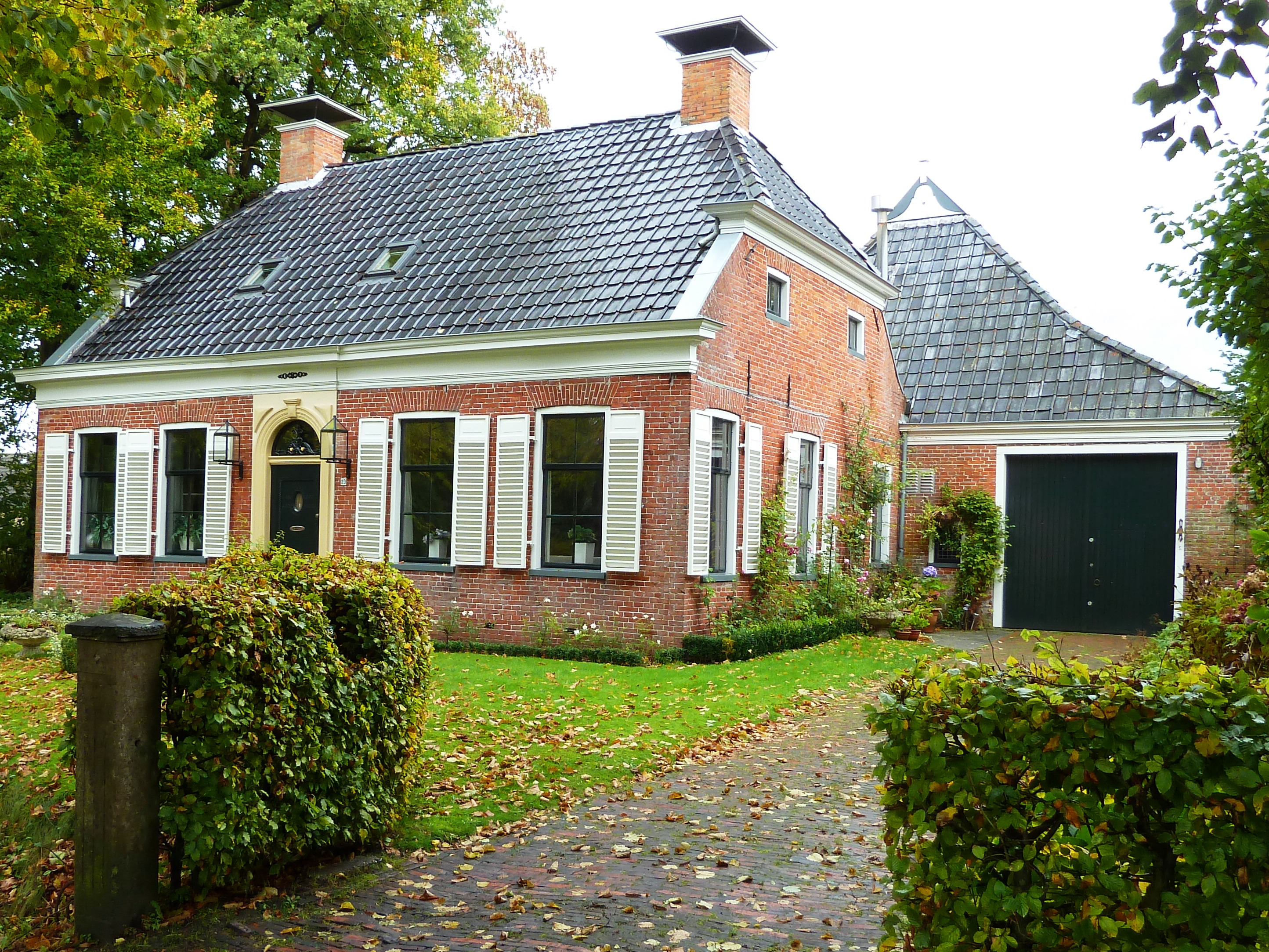
Voorhuis van voormalige boerderij van het Hogelandster type
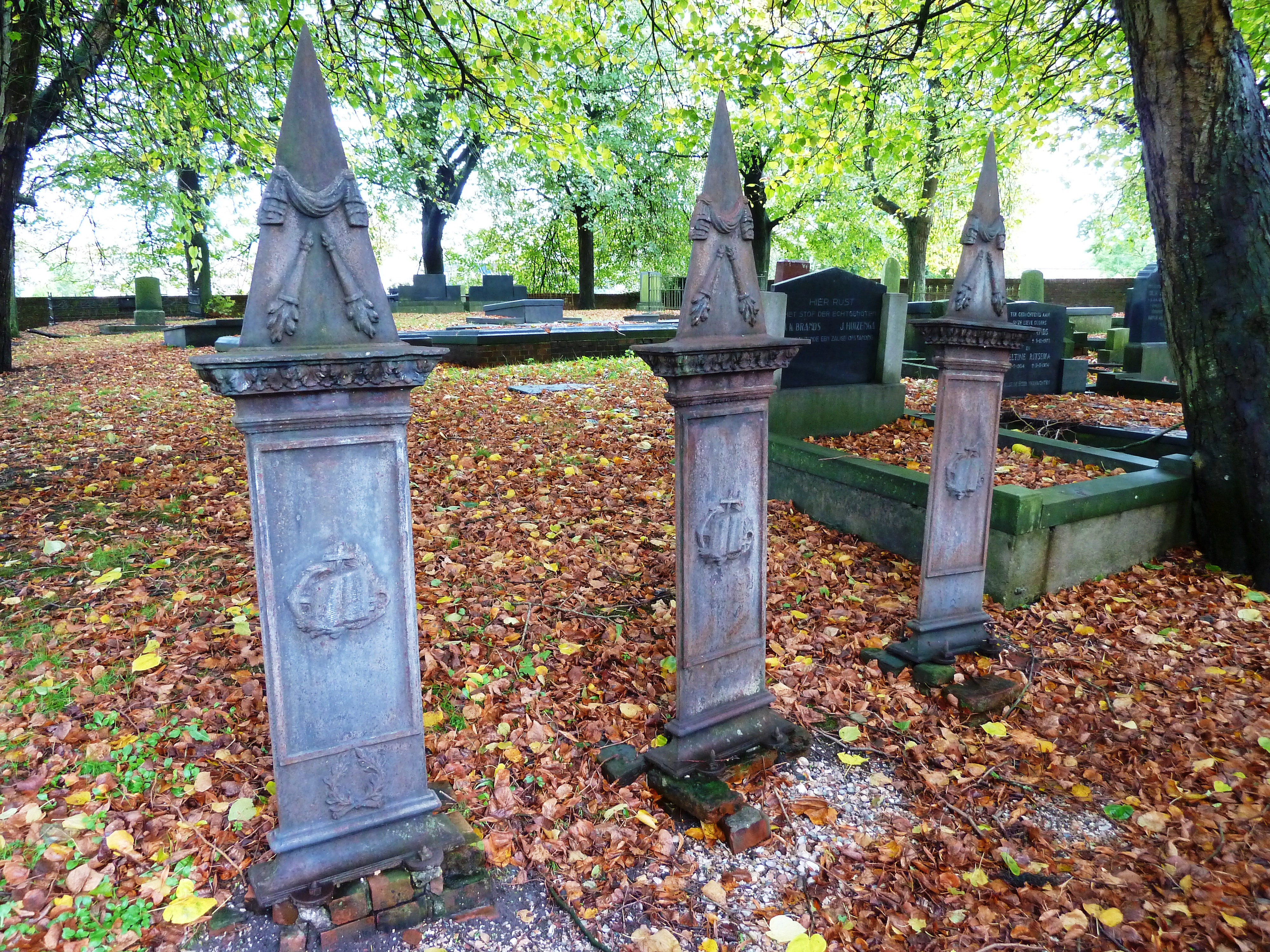
Drie gietijzeren grafmonumenten op het ommuurde kerkhof van Bellingeweer